# Strandstuviken
Strandstuviken este o arie protejată (arie specială de conservare — SAC, sit de importanță comunitară — SCI, arie de protecție specială avifaunistică — SPA) din Suedia întinsă pe o suprafață de 989,6 ha, integral pe uscat.

## Localizare
Centrul sitului Strandstuviken este situat la coordonatele 58°42′21″N 17°05′57″E / 58.7059°N 17.0993°E.

## Înființare
Situl Strandstuviken a fost declarat arie de protecție specială avifaunistică în martie 1996 pentru a proteja 15 specii de animale. Alte tipuri de protecție:
- sit de importanță comunitară (în ianuarie 1998)
- arie specială de conservare (în martie 2011)[1][3][4]

## Biodiversitate
Situată în ecoregiunile boreală și marină baltică, aria protejată conține 13 habitate naturale: Pajiști cu Molinia pe soluri calcaroase, turboase sau argilos-nămoloase (Molinion caeruleae), Păduri caducifoliate de mlaștină fino-scandinave, Roci stâncoase cu vegetație pionieră de Sedo-Scleranthion sau Sedo albi-Veronicion dillenii, Terase mlăștinoase și terase nisipoase neacoperite de apă la reflux, Bancuri de nisip acoperite în permanență slab de apă marină, Păduri fino-scandinave bogate în ierburi cu Picea abies, Golfuri mici largi și golfuri puțin adânci, Taiga vestică, Păduri acidofile de stejar bătrân cu Quercus robur pe câmpii nisipoase, Pășuni din zone de pădure fino-scandinave, Pajiști fino-scandinave uscate până la mezice, bogate în specii de altitudine mică, Păduri de stejar sau de stejar și carpen sub-atlantice și medio-europene de Carpinion betuli, Pășuni de coastă din Baltica boreală.
La baza desemnării sitului se află mai multe specii protejate de  păsări (15): Branta leucopsis, lebădă de iarnă (Cygnus cygnus), ciocănitoare neagră (Dryocopus martius), Gallinago media, cocor (Grus grus), sfrâncioc roșiatic (Lanius collurio), sitar de mal nordic (Limosa lapponica), ferestraș mic (Mergus albellus), notatița cu ciocul subțire (Phalaropus lobatus), bătăuș (Philomachus pugnax), ploier auriu (Pluvialis apricaria), pescăriță mare (Sterna caspia), chiră de baltă (Sterna hirundo), Sterna paradisaea, fluierar de mlaștină (Tringa glareola).